# Тулажка
Тулажка (Половинка) — река в России, протекает по Уренскому району Нижегородской области. Устье реки находится в 16 км от устья реки Темты по правому берегу. Длина реки — 15 км, площадь водосборного бассейна — 118 км².
- В 3,7 км от устья, по левому берегу впадает Черемиска.

Исток реки находится в черте села Пискуны в 9 км к северо-западу от г. Урень. Течёт на северо-восток, протекает деревни Половинный, Уланка, Тулага. Крупнейшие притоки — Уланка и Черемиска (левые). Впадает в запруду на реке Темта у села Большое Горево.

## Данные водного реестра
По данным государственного водного реестра России относится к Верхневолжскому бассейновому округу, водохозяйственный участок реки — Ветлуга от города Ветлуга и до устья, речной подбассейн реки — Волга от впадения Оки до Куйбышевского водохранилища (без бассейна Суры). Речной бассейн реки — (Верхняя) Волга до Куйбышевского водохранилища (без бассейна Оки).
Код объекта в государственном водном реестре — 08010400212110000043328.